# Druga mowa przeciw Filipowi
Druga mowa przeciw Filipowi stgr. κατὰ Φιλίππου Β – mowa polityczna napisana i wygłoszona przez Demostenesa w reakcji na skargi poleis peloponeskich przeciwko wspieraniu Sparty przez Ateny.

## Tło
Współpraca ateńsko-spartańska wywołała niechęć poleis peloponeskich: Argos, Messeny i Megalopolis, które pragnęły uwolnić się od lokalnego hegemona, do ludu ateńskiego. Sytuację tę wykorzystał Filip II Macedoński, który wsparł peleponejczyków w ich dążeniach niepodległościowych. Porażką zakończyła się misja dyplomatyczna z 344 roku p.n.e., w ramach której Demostenes wraz z innymi politykami ateńskimi próbował załagodzić stosunki między poleis. W odpowiedzi wspomniane miasta wysłały poselstwo ze skargą na pomoc udzielaną Lacedemończykom.
Druga mowa przeciw Filipowi została wygłoszona w obecności posłów. Demostenes wskazuje na Filipa, jako winowajcę obecnej sytuacji, która ma na celu zniszczenie Aten. Mówca atakuje polityków odpowiedzialnych za zawarcie pokoju z Macedonią. Proponuje też tekst (niezachowany) noty wysłanej do Filipa. Nie jest znana reakcja obywateli na propozycje Demostenesa.

## Treść
Demostenes gani zarówno ateńskich mówców, juk też pozostałych obywateli. Mówców gani za to, że nie chcąc się narazić ludowi, poprzestają na przedstawieniu gwałtów i niesprawiedliwości, jakich się Filip dopuszcza, a nie wzywają do stawienia silnego oporu. Wszystkich zaś Ateńczyków za to, że chociaż znają niebezpieczne położenie polis, jednak nie chcą wziąć się do energicznego działania (rozdziały 1—5). W mowie Demostenes forsuję opinię, że Filip jest niebezpiecznym nieprzyjacielem polis ateńskiej i całej Hellady, więc należy z nim jak z nieprzyjacielem postąpić, i w takim duchu odpowiedzieć na jego list wystosowany do polis (6). Wszystko co uczynił od momentu zawarcia pokoju Filokratesa, mianowicie zajęcie Termopil i zniszczenie Fokijczyków, zdradza jego nieprzyjacielskie względem Aten zamysły. Dawniej sprzyjał Tebom, dziś w samolubnych celach sprzyja Argos i Meseńczykom (7). Czyni to dlatego, że cała historia wykazuje mu jawnie, że od Tebańczyków i Argiwów mógłby oczekiwać pomocy w ujarzmieniu Hellady, czego po Ateńczykach nie tylko nie może się spodziewać, lecz nie myli się nawet, przewidując, że mu stawią stanowczy opór i nie dopuszczają zawojować żadnego państwa greckiego (8—12). Zbija zarzut, jakoby Filip dlatego jest przychylniejszy Tebańczykom, że politykę ich uznaje za sprawiedliwszą niż ateńską (13). Również mniemanie tych za bezzasadne uznaje, którzy śmią utrzymywać, jakoby Filip zewnętrznymi okolicznościami zmuszony okazywał względy Tebom (14—16). Wykazuje, że Filip w obecnym położeniu z konieczności musi żywić nieprzyjazne zamysły wobec Ateńczyków. Mając bowiem przekonanie, że im krzywdę wyrządził, musi i o tym wiedzieć, że Ateńczycy przy najbliższej sposobności nie zaniechają oddać mu wet za wet (17–19). Demostenes przytacza długi ustęp ze swojej mowy, którą wygłosił do Meseńczyków w czasie poselstwa. Odwoływał się w niej do wypadków współczesnych, jak postępował Filip z Olintyjczykami i z Tesalczykami, jak ich starał się z początku pozyskać ich przysługami udawanej przyjaźni i ustępstwami na uczynionym na ich rzecz, w końcu zaś jednych i drugich haniebnie oszukał (20—25). Wzywa Ateńczyków, by roztropniej postępowali niż Meseńczycy i Argiwowie, i czyta im oświadczenie polis ateńskiej, które ułożył jako odpowiedź na list Filipa (26—28), sama odpowiedź jednak zaginęła. W końcu wzywa Ateńczyków, aby wezwali przed sąd tych obywateli, którzy fałszywym i kłamliwym sprawozdaniem z poselstwa, wprowadzili w błąd polis i stali się przyczyną obecnego nieszczęścia. W sposób rozrzewniający kreśli obecne położenie, i przepowiada wkrótce mającą nastąpić katastrofę, jeżeli obywatele nie wezmą się do energicznej obrony (29—37).